# Gatlinburg
Gatlinburg är en ort i Sevier County i Tennessee. Vid 2010 års folkräkning hade Gatlinburg 3 944 invånare.